# Kössain
Kössain ist ein Weiler am Südfuß der Kösseine in der Stadt Waldershof im Landkreis Tirschenreuth.

## Lage
Kössain liegt auf 682 m ü. NHN  an der Landstraße TIR 16. Direkt südlich schließen sich die Buchlohhäuser sowie im weiteren Verlauf Schurbach an. Der Ortskern von Waldershof liegt etwa fünf Kilometer östlich. Unmittelbar nördlich schließt sich das gemeindefreie Gebiet Tröstauer Forst-Ost und damit auch der oberfränkische Landkreis Wunsiedel im Fichtelgebirge an.

## Geschichte
Der Ort tritt in den Jahren 1285 und 1326 als „zeidelweide in Chozin“ in Erscheinung. Mit Chozin ist dabei der Berg Kösseine gemeint, der slawischen Ursprungs ist und als Ziegenberg gedeutet wird. Ab 1477 war Kössain den Herren von Hirschberg lehnspflichtig. Im weiteren Verlauf gehörte der Weiler ab 1596 zum Amt Waldeck und ab 1824 zu Langentheilen.